# یان بکر
یان بکر (انگلیسی: Jan Betker؛ زادهٔ ۱۹ ژوئیهٔ ۱۹۶۰) ورزشکار کرلینگ اهل کانادا است.